# Wendell Alexis
Pour les articles homonymes, voir Alexis.
Wendell Alexis, né le 31 juillet 1964 à Brooklyn, aux États-Unis, est un joueur et entraîneur américain de basket-ball. Il évolue au poste d'ailier.

## Palmarès
- 3e du championnat du monde 1998